# Ледник Корженевского (Казахстан)
Ледни́к Корженевского — крупнейший ледник хребта Заилийский Алатау и всего Казахстана, находится на южном склоне наиболее возвышенной части хребта Заилийского Алатау Талгарского массива в верховьях реки Чилик. Окружают ледник самые высокие вершины района — пик массива Талгар, Актау, Металлург и другие. Общая длина ледника составляет 11,7 км, площадь — 38,0 км², площадь области абляции (языка) — 10,5 км². На высоте 3950-4000 м расположена фирновая линия. Ширина языка ледника составляет до 1,0 км, на высоте 3450 м раздваивается. Ежегодно ледник отступает на 14,8 м..
С 1959 года ледник изучается Институтом географии АН Казахстана, учёными-гляциологами, краеведами, является местом проведения спортивных мероприятий альпинистов.
Назван в честь советского исследователя Средней Азии, географа Николая Корженевского, открывшего ледник..